# Đào Hải Phong
Đào Hải Phong (sinh ngày 16 tháng 11 năm 1965) là một hoạ sĩ thuộc thế hệ nghệ sĩ Đổi Mới của nền mỹ thuật đương đại Việt Nam, sinh ra và lớn lên tại Hà Nội.

## Học vấn và sự nghiệp
Năm 1987, Đào Hải Phong tốt nghiệp Học viện Sân khấu Điện ảnh khoa Thiết kế mĩ thuật phim. Ông trở thành hoạ sĩ thiết kế chính cho Xưởng phim Việt Nam, đồng thời bắt đầu sự nghiệp hội họa như một họa sĩ độc lập kể từ năm 1992. Một số tác phẩm của ông hiện đang được trưng bày và lưu giữ tại Bảo tàng Mỹ thuật Việt Nam. Ông được ghi nhận là một trong những hoạ sĩ tiêu biểu của thế hệ mình, với những đóng góp quan trọng cho nền mỹ thuật Việt Nam.

## Phong cách hội hoạ
Đào Hải Phong được biết đến với phong cách sáng tác riêng. Ông thường sáng tác tranh sơn dầu về đề tài phong cảnh. Tác phẩm của ông sử dụng bút pháp gần gũi, giàu cảm xúc và thường được nhận xét là có sức hấp dẫn thị giác, với màu sắc rực rỡ, tương phản mạnh và thể hiện rõ dấu ấn cá nhân.
Tranh Đào Hải Phong thu hút sự quan tâm của giới yêu nghệ thuật quốc tế. Một trong những người sưu tập tranh Đào Hải Phong nổi tiếng nhất cho đến nay là gia đình cựu Tổng thống Hoa Kỳ, ông Bill Clinton, Tổng thống thứ 42 của Hoa Kỳ và bà Hillary Clinton, Đệ nhất Phu nhân thứ 42 của Hoa Kỳ.

## Triển lãm nghệ thuật
Các tác phẩm của Đào Hải Phong đã được triển lãm, trưng bày và lưu giữ trong bộ sưu tập nghệ thuật của Việt Nam, Thụy Sĩ, Vương Quốc Anh, Hồng Kông, Singapore và nhiều nơi trên thế giới.

### Triển lãm cá nhân
- Triển lãm Twilight Moment (1999), tại Hồng Kông, Singapore và Hà Nội, Việt Nam
- Triển lãm Mùa bình yên (2000), tại thành phố Hồ Chí Minh, Việt Nam
- Triển lãm cá nhân (2001), tại New York, Hoa Kỳ
- Triển lãm cá nhân (2003), tại Hồng Kông
- Triển lãm The Magic of Dao Hai Phong (2005), tại Hồng Kông
- Triển lãm cá nhân (2006), tại Luân Đôn, Vương Quốc Anh
- Triển lãm A Colored Symphony (2007), tại Singapore
- Triển lãm Gems of Hanoi - A Retrospective (2015), tại Băng Cốc, Thái Lan[9]
- Triển lãm Lối Phong (2019), tại Trung tâm Văn hóa Hàn Quốc - Hà Nội, Việt Nam[8][10][11]
- Triển lãm Thu Phong (2023), tại thành phố Hồ Chí Minh, Việt Nam[4][9][12]

### Triển lãm nhóm
- Triển lãm Phố cổ Hà Nội (1993), tại Hà Nội, Việt Nam
- Triển lãm Ký ức Hà Nội (1993), do Hội Mỹ thuật Việt Nam tổ chức tại Hà Nội, Việt Nam
- Triển lãm Vietnamese Art Festival (1993) tại Hồng Kông
- Triển lãm The Art of Vietnam (1994), tại Luân Đôn, Anh
- Triển lãm Sau Bóng tối là Ánh sáng và Triển lãm Độc lập (1995), tại Hà Nội, Việt Nam
- Triển lãm Three Contemporary Vietnamese Artists (1996), tại Hồng Kông
- Triển lãm Một thoáng Hà Nội (1997), tại thành phố Hồ Chí Minh, Việt Nam
- Triển lãm Quá khứ và Hiện tại (1997), tại Hà Nội, Việt Nam
- Triển lãm View of Contemporary Art (1997), tại Vientiane, Lào
- Triển lãm Nhìn từ phía khác (1997), tại Hà Nội, Việt Nam
- Triển lãm A Winding River, The journey of contemporary art in Vietnam (1997), tại Washington, D.C., Hoa Kỳ
- Triển lãm Mỹ thuật Hà Nội (1998), do Hội Mỹ thuật Việt Nam tổ chức tại Hà Nội, Việt Nam
- Triển lãm Pure and Pearcing Colour (1999), tại Rapperswil, Thụy Sĩ
- Triển lãm Vietnamese Contemporary Fine Arts (1999), tại Israel
- Triển lãm Lối riêng (2001), tại Hà Nội, Việt Nam
- Triển lãm nhóm (2002) tại Florida, Hoa Kỳ
- Triển lãm Phong and Binh (2003), tại Hồng Kông
- Triển lãm nhóm (2007) tại Seoul, Hàn Quốc
- Triển lãm A Peaceful Place (2009), tại Tokyo, Nhật Bản
- Triển lãm nhóm (2010) tại Luân Đôn, Anh
- Triển lãm Cân bằng (2011) tại Hà Nội, Việt Nam
- Triển lãm Merging Metaphors (2012), do Indian Council for Cultural Relations (ICCR) tổ chức, tại Darjeeling, Ấn Độ[13]
- Triển lãm Bạn (2013), tại Bảo tàng Mỹ thuật Việt Nam, Hà Nội, Việt Nam
- Triển lãm Tụ (2017), tại Hà Nội, Việt Nam

## Sách
Sách Lối Phong (The Path of Phong) do NXB Hội Nhà Văn xuất bản năm 2019, ghi chép về cuộc đời và sự nghiệp sáng tác hội họa của Họa sĩ Đào Hải Phong. “Tôi muốn tạo cho mình một con đường. Tôi không thích đi trên con đường đã có sẵn.” - Họa sĩ Đào Hải Phong chia sẻ.

## Gia đình
Cha ông là Nghệ sĩ Nhân dân Đào Đức, họa sĩ thiết kế mỹ thuật đầu tiên của điện ảnh Việt Nam và có tên tuổi gắn liền với những bộ phim Cách mạng nổi tiếng, "Chung một dòng sông", "Mối tình đầu"...